# Le Monêtier-les-Bains
Le Monêtier-les-Bains je zdraviliško naselje in občina v jugovzhodnem francoskem departmaju Hautes-Alpes regije Provansa-Alpe-Azurna obala. Leta 2006 je naselje imelo 1.062 prebivalcev.

## Geografija
Kraj leži v pokrajini Daufineji pod prelazom Col du Lautaret ob meji z narodnim parkom Écrins, 14 km severozahodno od Briançona. Je sestavni del znanega zimskošportnega središča Serre Chevalier.

## Administracija
Le Monêtier-les-Bains je sedež istoimenskega kantona, v katerega sta poleg njegove vključeni še občini Saint-Chaffrey in La Salle les Alpes s 3.554 prebivalci. 
Kanton je sestavni del okrožja Briançon.

## Zgodovina
Kraj ima svoj izvor v samostanu ("monestier"), ustanovljenemu v 9. stoletju, v srednjem veku poznan kot Monestier de Briançon.
Sedanje ime je dobil po sklepu mestnega sveta v letu 1893 z namenom razvijati zdraviliško dejavnost. Slednja temelji na dveh vrelcih (34 ºC, 38 ºC), znanih že v rimskem času, ko se je kraj imenoval Stabatio.

## Zanimivosti
- Muzej posvetne umetnosti,
- cerkev iz 15. stoletja,
- freske v kapelah sv. Martina in Andreja iz 15. stoletja,